# Toxoptera citricida
Rệp muội đen (Danh pháp khoa học: Toxoptera citricida) là một loại côn trùng trong họ rệp muội Aphididae phân bố phổ biến tại vùng Đông Nam châu Á, Australia, New Zealand, quần đảo Pacific, Nam Mỹ, Caribbean, Floria và Nam Phi. Chúng là loài gây hại chủ yếu trên cây có múi (Citrus).

## Đặc điểm
Rệp muội đen có cánh hoặc không cánh, hình dạng và kích thước tương tự như rệp muội nâu Toxoptera aurantii, tuy nhiên đốt râu thứ I, II và III của trưởng thành có cánh có màu đen và trên cauda có mang 25-40 lông nhỏ. Vết trên cánh trước nhạt, bên cạnh đó gân media ở cánh trước của rệp muội đen Toxoptera citricida chẻ đôi 2 lần.

## Gây hại
Đây là loài rệp muội gây hại quan trọng nhất trên cây có múi (Citrus). T. citicidus gây hại bằng cách chích hút chồi non, tập trung chủ yếu ở mặt dưới lá, làm chồi biến dạng, lá cong queo còi cọc, không phát triển. Ngoài ra, rệp muội đen còn tiết mật ngọt làm nấm muội đen phát triển, ảnh hưởng đến sự quang hợp của cây. T. citricidus còn là tác nhân quan trọng trong việc truyền bệnh "Tristeza" trên cam quýt. Đây là một loại bệnh đã gây chết nhiều vườn cam quýt trên thế giới.

## Phòng chống
Tại nhiều nước trên thế giới, biện pháp sinh học đã được sử dụng để phòng trị rệp muội đen, trong điều kiện tự nhiên, thành phần thiên địch của rệp muội rất phong phú, có thể khống chế sự bộc phát của rệp muội. Có thể sử dụng các loại thuốc trừ sâu phổ biến gốc Cúc, Carbamate hoặc gốc lân hữu cơ để phòng trị.